# Lluís Maria Millet i Millet
Lluís Maria Millet i Millet (Barcelona, 21 de juny de 1906 - Barcelona, 19 de juliol de 1990) fou un músic català, fill de Lluís Millet i Pagès i pare de Lluís Millet i Loras, tots tres directors de l'Orfeó Català.

## Biografia
De ben petit ingressà a l'Orfeó Català, del qual formà part com a cantaire, professor auxiliar, subdirector i director artístic, successivament.
S'inicià en l'estudi musical amb els mestres Josep Maria Comella i Joan Salvat, anys més tard ingressà a l'Escola Municipal de Música, on va rebre lliçons de solfeig i teoria del mestre Pere Jordà, de piano del mestre Joaquim Canals, i d'harmonia, composició, contrapunt i fuga dels mestres Lluís Millet i Pagès i Vicenç Maria de Gibert i Serra.
Va accedir a la direcció de l'Orfeó a finals de 1945, després de la mort de Francesc Pujol, antic director i successor del seu pare Lluís Millet i Pagès. Lluís Maria protagonitzarà la represa de l'entitat després de la Guerra civil i la postguerra; represa que es caracteritzà per la continuïtat de l'obra del seu pare mantenint un repertori històric i tradicional.
Va dirigir grans oratoris clàssics com el Rèquiem de Mozart (1946, 1955, 1956, 1972), Les estacions de Haydn (1953,1954,1966), La novena simfonia (1956) i la Missa solemnis de Beethoven (1962-1963), l'Elías de Mendelssohn (1948, 1949), el Rèquiem de Fauré (1953, 1955), el Rèquiem de Verdi (1964), La Missa en si menor (1951,1952) la Passió segons sant Mateu (1958) l'Oratori de Nadal (1969) de Bach. A més a més va estrenar el Cant espiritual de Xavier Montsalvatge, (1960) i l'Oratori Verge Maria de Manuel Blancafort (1968). Va incorporar al repertori de l'Orfeó composicions corals d'Eduard Toldrà, Frederic Mompou, Pare Donòstia i Paul Hindemith, entre d'altres i va donar a conèixer al públic barceloní el Stabat mater de Francis Poulenc (1958). Cal destacar, també, la preparació del cor pel debut europeu d'El Pessebre de Pau Casals a Assís, Florència i Tolosa de Llenguadoc el 1962.
Va exercir, també, la docència com a catedràtic de teoria musical, estètica i història de la música al Conservatori Superior Municipal de Barcelona (antiga Escola Municipal de Música). També fou nomenat col·laborador honorari de l'Institut Espanyol de Musicologia.
Pel que fa a la seva obra compositiva cal dir que fou intermitent. En el 1928 estrenà El rústec villancet, amb text de Josep Carner. Entre les composicions religioses més emotives trobem el motet In paradisum, escrit el 1941 a la memòria del seu pare. Com a màxims exponents d'obres corals cal destacar Son, soneta, vine ara i La sardana de l'abril, sobre un poema de Joan Llongueras. Altres obres importants són La relíquia i Agar sobre uns poemes del mallorquí Joan Alcover, Chora a partir del text de Josep Maria de Segarra i l'encara inèdit L'any mil (1954) sobre un poema d'Àngel Guimerà.

## Obra
- Sardanes: Tan petiteta, Tardoral
- Cor: El rústec villancet (1928), Repòs (1942), Vou, veri-vou (1943), Cap al tard (1944), Joan Garí (1944), La nit al ras (1945), Son, soneta (1945), El plor dels degollats (1946), Invocació (1946), La relíquia (1946), Agar (1947), Bruc i galzeran (1947), Chora (1948), La filosa (1948), La sardana de l'abril (1948), Vaig a segar vaig (1949), Riera del Rosselló (1950), L'any mil (1954), Cançó de bressol de la Verge, Pastorel·la, Poema nadalenc.
- Veus uníson i acompanyament: A la mare de Déu de la Mercè (1945), Comunió espiritual (1948), Missa, inspirada en temes populars de Nadal (1967), Goigs a Sant Martí de Riells del Montseny, Himne de la Verge de l'Alba.
- Veu i piano: A Maria Dolors (1938), Cançó d'hivern (1943), Nocturn (1944), Pirenenc (1944), Amigueta, el turmell tens humit de rosada (1945), Cançó àvida (1945), Cançó del port (1945), El flabiol (1945), Mar (1945), Morenica me llama (1945), Non, non (1945), Primavera inútil (1945), El goig perdut (1951), Cantar de lavanderia (1964), Camí clar (1968), Enmig dels argelaguers, La noia torna del molí, Per a l'oblit.
- Música religiosa: Rosari montserratí (1934), Salve Montserratina (1945), Animam meam dilectam (1946)

## Fons personal
El Centre de Documentació de l'Orfeó Català conté el fons personal de Lluís Maria Millet i Millet que a part de la seva obra compositiva formada per 147 partitures autògrafes i manuscrites i un gruix important d'obres impreses, conserva documentació dels seus estudis musicals, de la seva activitat com a docent a l'Escola Municipal de Música de Barcelona que queda reflectida en el material de suport per a les classes, i de la seva tasca com a director de l'Orfeó Català. D'aquesta documentació en destaquen els llistats d'obres i actuacions de l'Orfeó Català, la documentació judicial per a la recuperació dels materials de l'Obra del Cançoner Popular de Catalunya, així com esborranys i apunts de la seva tasca ens les missions. També es conserven diverses anotacions per a la interpretació d'obres com per exemple la “Passió segons Sant Matheu”, la “Missa en Si menor” de Bach, la “Cantata a la Verge Maria”, de Manel Blancafort entre molts d'altres.
Una sèrie molt rica també és la de correspondència emesa i rebuda entre les quals cal destacar cartes com les de: Francis Poulenc, Eduard Toldrà, Joan Pich i Santasusana, Rosa Sabater, Emili Pujol, Cristòfol Taltabull, Manel Blancafort, etc.
Altres documents interessants del fons són un volum important de fotografies, retalls de premsa, la col·lecció de programes de l'Orfeó Català i del Palau de la Música i la col·lecció d'objectes: batutes, un faristol, medalles i plaques commemoratives.